# 173. vestlige længdekreds
Den 173. vestlige længdekreds (eller 173 grader vestlig længde) er en længdekreds, der ligger 173 grader vest for nulmeridianen. Den løber gennem Ishavet, Asien, Stillehavet, det Sydlige Ishav og Antarktis.